# Мазница
Мазница, Мозни — река в России, протекает по Лухскому району Ивановской области. Устье реки находится в 41 км по правому берегу реки Добрица. Длина реки составляет 13 км.

## Течение
Исток реки находится у деревни Будай в 26 км к северо-востоку от посёлка Лух. Река течёт на юг, в среднем течении протекает деревни Быково и Блиниха. Впадает в Добрицу выше деревень Медведево и Большое Первунино.

## Данные водного реестра
По данным государственного водного реестра России относится к Окскому бассейновому округу, водохозяйственный участок реки — Клязьма от города Ковров и до устья, без реки Уводь, речной подбассейн реки — бассейны притоков Оки от Мокши до впадения в Волгу. Речной бассейн реки — Ока.
Код объекта в государственном водном реестре — 09010301112110000033709.